# Ağcabədi (raion)
Pour la ville, voir Ağcabədi.
Ağcabədi est un raion d'Azerbaïdjan dont le chef-lieu est Ağcabədi. Il fait partie de la région économique du Karabagh. La population s'élevait à 131 100 habitants en 2016,.

## Géographie
Le raion d'Ağcabədi s'étend sur 1 760 km2 dans le Bas-Karabagh à l'ouest du pays et son chef-lieu est situé à 370 km de Bakou. Le sol est riche en argile. La Koura coule sur la bordure nord-est et le Qarqar traverse sa partie centrale. Le canal du Haut-Karabakh traverse également le district. Il y a beaucoup de lacs salés sur le territoire d'Ağcabədi, le sol gris et gris est répandu bien que le type de sol halophytique soit également répandu,.

### Climat
Le climat est subtropical doux, chaud et sec. La température mensuelle moyenne en janvier est de 1,2-1,7 °C et en août de 25-30 °C.

## Histoire
Le raion a été établi en 1930 dans la république socialiste soviétique d'Azerbaïdjan. En traduction de l'azeri, son nom signifie « grand établissement » (de aghja - grand, et « badi » - résidence, établissement). Les monuments antiques découverts sur le territoire de la région d'Ağcabədi datent de l'époque néolithique. Il y a aussi des vestiges du Moyen Âge trouvés sur les sites archéologiques de Kamiltepe, Nargiztepe, Yantepe, Galatepe et Gavur. Les autres sits sont Kultepe, Saribachtepe, Utchtepe, Chahtepe à Ağcabədi, Guichaltitepe, Guebristanliqtepe, Galatepe dans le village de Boyat, Elachantepe à Gələbədin, Huseinbey et Gazantepe dans le village de Hindarkh, et Sumuklu-tepe dans le village de Cəfərbəyli.

## Éducation
Le raion possède 62 écoles d'enseignement général, 1 école professionnelle technique, 2 écoles extrascolaires, 39 écoles maternelles, 8 écoles de musique, 20 maisons de culture, 43 clubs, école d'art, musée d'histoire et ethnographie, 74 bibliothèques, 12 hôpitaux à Ağcabədi.

## Économie
La partie fondamentale de son économie est la production agricole. Ağcabədi est l'une des principales régions cotonnières d'Azerbaïdjan.  En outre, la culture des céréales, la viticulture et l'élevage  se sont développées,,.